# 田村友一
田村 友一（たむら ゆういち、1962年7月2日 - ）は、日本の実業家。日医工代表取締役社長を務めた。

## 来歴・人物
日医工創業者田村四郎の長男として富山市に生まれる。学習院大学文学部心理学科で社会心理学や医療心理学を学び1985年卒業。卒業後は「大企業で大きな商売を見たほうがいい」との父からの助言に従い住友商事に入社、経理や営業などの業務に携わった。1987年から2年間、米国シアトルパシフィック大学へ留学。1989年4月日医工株式会社入社。1990年2月から取締役経営企画室長、1992年2月から取締役営業本部担当兼経営企画室長兼東京管理部長、1994年2月から代表取締役専務営業本部担当兼経営企画室担当を経て、2000年2月代表取締役社長に就任。
祖父はいわゆる富山の薬売りという家系であり、薬剤師でもある父はかねてより薬の販売会社を経営していた。友一が3歳の誕生日を迎えて間もない1965年7月15日、父はメーカーへの転身を図り、現在の日医工を日本医薬品工業として設立。毎年7月が区切りとなって父の経営する会社と共に成長していく境遇に育ち、物心がついたときから「創業経営者として熟慮のすえ決断を下す父親の姿を見て、その父の跡を継ぎたいと思ってきた」という。大学で心理学を学んだのも「将来人を使う仕事に備え役に立つ」と考えたからだといい、そういった心得は日医工に入社後やがて人事権として活かされていく。
友一が入社した当時の日医工は事業の多角化を進め、研究開発マネジメントをジェネリック医薬品から新薬に移行させていた。しかし企業間の競争が激化する中で大手製薬企業の資本力には苦戦を強いられ、国民医療費抑制策に則る方向で1995年にジェネリック専業メーカーへの回帰を図るまで、その転換に向けた経営資源の最適化は内部で混乱を招いた。熱意を持って新薬開発に携わってきた研究員は不満が隠せず、他の製薬会社への転職が相次ぐなどしたため、開発体制は段階的な移行よりも前倒しで停滞を招き、1996年11月期は31億6,200万円の深刻な赤字に転落、1998年まで3期連続の赤字を計上するなど一時期は経営難に陥った。
1998年にはリストラの一環として、自身の持つ人事権で約500名いた従業員の中から100名の解雇に踏み切った。この時期をいわゆる肩叩きの際に「応接室に呼び出すと、事情を察していたのか話を切り出す前から、社員の手が震えていたのが忘れられません」「辞める社員やその家族のことを考えると、本当に胸が痛んだ。この頃が最も辛かった」とのちに振り返っている。こうした犠牲を払いながら1999年には黒字転換を果たした上で、さらなる躍進へ向かい2000年に二代目社長として父の事業を継承した
。
社長に就任してから、国民医療費抑制策の一環で政府によるジェネリック医薬品の使用促進が追い風となり、また、積極的な販路開拓や合併・買収といった策定が功を奏し、売上高を就任時の114億円から2015年には1,230億円までへと伸ばした。その後はジェネリック医薬品のトップメーカーとしてグローバル進出を賭けて進められた米企業の買収契約締結に関して、経営者の力量が問われる決断力が財経新聞によって評価されている。2016年に米国のジェネリック注射剤メーカーであるセージェント社を買収した際には、互いにグローバリズムのパートナーとなる立場から契約の成立を好意的に受け止め、「今後とも経営の舵取りは当方に任せてもらいたい」と続投を申し出ていた当初のセージェント社CEOのAllan Obermanに対して「NO」と応じ、日本円にして約14億円の退職金を支払った上で2016年中に解任している。後任のCEOには日本における取引先から抜擢したドイツ人の法学博士Peter Kaemmererを就任させた。
2022年11月日医工が債務超過に陥り、田村は責任を取り2023年3月に退任した。